# Cărbunari
Cărbunari (en hongrois : Szenesfalu) est une commune du județ de Caraș-Severin en Roumanie.